# Oxindole
L'oxindole est un composé hétérocyclique aromatique. C'est un composé bicyliques, constitué d'un cycles de benzène fusionné avec un cycle de pyrrolone (cycle à 5 atomes comportant un atome d'azote, et une fonction cétone). la structure de ce composé est basée sur celle de l'indoline, avec un groupe carbonyle en position 2.

## Composés aromatiques proches
- Indoline
- Indole
- Indène
- Benzofurane
- Isoindoline
- Carboline
- Isatine
- Carbazole
- Pyrrole
- Benzène